# 奥地利社会民主党
奥地利社会民主党（缩写为SPÖ）是奥地利的一个社会民主主义政党。1889年，该党成立，当时取名为奥地利社会民主工党，1934年，被取缔；1945年，重建为奥地利社会党；1991年6月，改用现名。

## 歷史

### 成立
奧地利的社會主義勞工運動與組織在19世紀中期就開始組織。該黨第一次會議在1874年於新德尔夫舉行。接下來幾年的派系內鬥，讓該黨分裂成溫和派與無政府主義兩派。1889年，奧地利社會民主工黨成立。海恩费尔德黨大會中，該黨決議採納維克多·阿德勒的「原則宣言」。1889年7月12日，黨報《工人報》首次發行。該黨最初的理念接近馬克思主義並且持續的壯大，特別在維也納、波希米亞、摩拉維亞、施蒂利亞、上下奧地利等工業地區。
社會民主工黨參與了1889年7月14日於巴黎的第二國際成立大會。1899年9月「布爾諾方案」，該黨要求奧匈帝國改革為一個民主聯邦國家。
社會黨在1890年5月30日獲得維也納市議會選舉的參選權。然而投票權一直到1907年的總罷工後才取得。該黨在帝國議會的眾議院選舉，自516席中拿下中拿下87席，僅次於基督教社會黨成為議會第二大黨。1911年，該黨成為議會第一大黨。
1914年法蘭茲·斐迪南大公遇刺的塞拉耶佛事件發生後，該黨一開始支持對塞爾維亞宣戰，但很快就意識到這場悲慘的戰爭是站不住腳的。法蘭茲·約瑟夫一世逝世後，第一次和平會談在1916年12月舉行。1918年1月，罷工爆發，要求結束戰爭與人民的痛苦。10月，社會民主黨领导人卡尔·伦纳主持召開臨時國民議會，試圖訂定一部臨時憲法。社會民主黨冀求新形式的政府。1918年11月12日，伦纳宣布共和國成立。

### 的里雅斯特
在的里雅斯特，義大利「社會民主聯盟」（Lega social-democrate）在1897年代表大會中決議更名為「奧地利社會工人黨亞德里亞海義大利分部」。義大利的里雅斯特社會黨人傾向使用「社會黨」而非「社會民主黨」。

### 第一共和
該黨在1920年代十分成功，但成員在1930年代遭受右派勢力迫害。在奧地利法西斯主義專政（1934–1938）和德國占領奧地利時期（1938–1945），社會民主黨遭禁並受到嚴重迫害，但在解放後，社會民主黨成為戰後奧地利的重要政治勢力。
該黨希望引導奧地利與德國結成政治聯盟，稱新的奧地利共和國為「德意志-奧地利」。但聖日耳曼條約明確禁止任何奧地利與德國的統一形式。社會民主黨在第一共和時期仍主張類似的聯盟形式，希望在大德意志下加強他們的立場與社會主義事業。
1919年2月16日第一次憲法國民議會選舉，女性獲得第一次的投票權。社會民主黨成為第一大黨並與基督教社會黨組成執政聯盟。5月的維也納市議會選舉，社民黨拿下165席中的100席。雅各·羅伊曼（Jakob Reumann）成為第一位社民黨籍維也納市長。維也納成為該黨這個以保守派為主的國家中的大票倉。社民黨領導的市政府為勞工階級建設第一個公共住宅（Gemeindebau）並著手制定社會、醫療和教育改革。這些措施確實改善工人的生活條件和生活水準，衍生出1920年代的「紅色維也納」（Rotes Wien）。
該黨在1923至1940年為社会主义工人国际成員。
在大聯合政府時期，該黨通過數個改革案如每日工時8小時、工人議會法和新共和憲法。1920年議會選舉，基督教社會黨成為第一大黨，社民黨成為在野黨。從此社民黨在第一共和時期未能再次取得執政地位。
社民黨內部持續分成兩大派系：前總理雷納領導的溫和派－支持議會制、自由民主主義和福利國家；另一派則是奧托·鮑爾為首的激進派奧地利馬克思主義。後者不希望與基督教社會黨有更進一步合作，導致政治不穩定的持續，政治觀點也更為極端與暴躁。
由於感受到威脅日益增加，多數政黨組織自己的軍事勢力。1924年5月，社民黨成立自己的準軍事部隊「共和保衛聯盟」（Republikanischer Schutzbund）。奧地利共產黨成立紅色旅，保守派基督教社會黨成立保安團（Heimwehr）。這些武裝組織的存在變成這個年輕共和國政治的不穩定因子。這些軍事組織的成立是回應日漸升高的政治緊張情勢，同時也促使情勢更加惡化，並增加了暴力衝突的機會。1926年11月3日，社民黨通過「林茲方案」，這個受到鮑爾的激進派系極大影響的方案加強了基督教社會黨與社民黨間的差異。
1927年1月30日，保安團成員在沙滕多夫射殺共和保衛聯盟成員，造成兩死。同年7月，陪審團認定被告無罪。共和保衛聯盟成員、社民黨與工人發動7月15日的示威抗議，最後在司法宮（Justizpalast）與警方爆發衝突，造成85名工人喪生，600人受傷。燃燒的司法宮與周圍的流血衝突象徵了共和國的破滅與即將結束的民主。
政治的不穩定持續上升。1930年5月18日，保安團宣示「科爾新堡誓言」（Korneuburger Eid），公開呼籲推翻議會民主：「我們拒絕西方議會民主與政黨國家！」（Wir verwerfen den westlichen demokratischen Parlamentarismus und den Parteienstaat!）。

### 奧地利法西斯時期
1933年3月7日，議會因技術性問題停止運作。在投票陷入僵局時，下議院議員集體請辭造成下議院陷入沒有發言人或議長的情況。聯邦總理恩格爾伯特·陶爾斐斯抓住這次機會，迴避議會並藉著1917年起的緊急權力法以緊急命令執政。社民黨壓力逐漸上升，政治活動日漸減少，報紙審查制度日漸嚴格。社民黨展開抗議並號召位於維也納、林茲和其他工業地區與城鎮等勞工據點的勢力。1934年2月12日，警察進入林茲黨部搜查。當周，社民黨的武裝勢力在維也納和其他工業地區抵抗警方。政府調動軍隊鎮壓維也納的起義行動。內戰一直持續到2月16日，最後社會民主黨被認定為非法，多數領導階層遭到逮捕。內戰結束意謂著第一共和的結束與奧地利法西斯時代的來臨。
儘管社會民主黨持續與保守派對抗，但社會民主黨被擊敗代表奧地利將更進一步的衰落。總理陶爾斐斯在7月25日被國家社會主義人士暗殺身亡。希特勒逐漸增加對奧地利政治事務的影響力。納粹德國藉由策劃、操縱政治事件增加壓力，並計畫展開針對奧地利基礎建設的恐怖攻擊。陶爾斐斯繼任者庫爾特·許士尼格為了穩定局勢，嘗試與被取締的社會民主黨，甚至是君主主義者進行會談。社會民主黨支持民主制，但對於獨立的奧地利不感興趣。多數保守黨人士希望維持獨立的奧地利。兩黨間極度的爭鬥與敵意導致民主政體與獨立國家的結束。1938年3月12日，許士尼格領導的奧地利政府在希特勒以戰爭威脅下辭職，德奧合併。
最初，許多社民黨人熱烈歡迎德奧合併，如前總理雷納在德奧合併公投中投下贊成票。最終實現了與德國結盟的夢想。雖然看不到民主，但至少希特勒的政策保證勞動人口的工作與平等，以及更進一步的社會主義改革和政治穩定。然而，社民黨人迎接希特勒的熱情很快就被嚴峻的戰爭現實與納粹占領一掃而空。

### 第二共和国初期
蘇聯與納粹的維也納戰役在1945年4月13日結束。該黨立刻以奧地利社會黨（Sozialistische Partei Österreichs, SPÖ）的黨名重新成立。第一任領袖為阿道夫·沙爾夫。在歷經暴政、戰爭和破壞後，這個國家必須在飢餓與剝奪中重建。德國統治下的創傷經驗，讓奧地利在民主的泛日耳曼主義與獨立民主主權國家間搖擺不定。保守派與社會黨人兩方過去的敵人拋開分歧，努力實現繁榮、恢復主權。雙方組成大聯合政府，執政到1966年為止。
戰後初期，蘇聯是最具影響力的盟軍。史達林有興趣將新解放的奧地利整合入蘇聯集團。奧地利共產黨是唯一能自稱持續對抗納粹政權的政黨，而他們大部分是依靠莫斯科的保護與指導。因此任何新的奧地利政府必須整合他們。卡尔·伦纳將自己定位為保守黨與共產黨之間的橋梁。蘇聯和其他盟軍對雷納態度保留，視他為投機分子。雷納試著在一封信中說服表達懷疑的史達林，他表示先前支持德奧合併是個錯誤，同時展現自己是唯一一個能與共產黨達成協議的社會黨政治家。
究竟是雷納說服了史達林，或是因為純粹的必然性，並不是十分清楚，但蘇聯初步決定支持雷納，或許是為了獲得更多對政府的影響力。在蘇聯的支持下，雷納與李奧波德·昆沙克（Leopold Kunschak）在1945年4月27日宣布成立奧地利臨時政府。這份聲明是為了重建一個獨立的奧地利。歷史照片可見雷納在舊帝國參議院宣讀聲明時，蘇聯官員坐在後方。這驚動了西方盟國，害怕蘇聯密謀建立一個如同匈牙利和東德的人民共和國，社會黨遭到共產黨強行整合。不過，奧地利社會黨人被允許重建政黨並相當自由地運作。這個新政黨在同年8月4日重新創立黨報《工人報》。
1945年10月20日，前首相雷納被聯邦議會選為新任奧地利聯邦總統。1945年12月，該黨舉行了自1933年以來的第一次黨大會。社會黨決議與保守派和解，因為他們之間的鬥爭是造成第一共和失敗的原因之一。該黨與基督教社會黨的後繼者奧地利人民黨組成大聯合政府。這個大聯合政府持續了21年，直到1966年人民黨取得多數為止。
在1950年卡尔·伦纳逝世後，西奧多·科爾納（Theodor Körner）在1951年5月26日繼任聯邦總統。社會黨也參加了在德國法蘭克福的社會黨國際成立大會。
1957年5月，布魯諾·彼得曼成為領袖。前領袖阿道夫·沙爾夫在1957年4月被選為聯邦總統，1963年再次連任。1965年5月，同樣來自於社會黨的弗朗茨·约纳斯成為新任總統。
社會黨與人民黨的大聯合政府被視為是對政治與社會穩定、追求經濟增長與社會平等的渴望。大聯合政府最早的法案之一是1946年7月25日同意新的勞工休假條例。該黨遵循較為溫和的路線並試著與聯盟夥伴合作。許多國家企業被收歸國有，勞工也因工作激勵與社會效益獲得改善。中立性對奧地利是必須的，意謂著這個國家不需擔心軍事花費和參與任何軍事集團。相反地，奧地利試圖在聯合國框架下擔任任何國際衝突的調停者。然而在1960年1月4日，外交部長布魯諾·克萊斯基簽署協議，奧地利加入歐洲自由貿易聯盟。

### 布魯諾·克赖斯基時代
1966年4月議會選舉，人民黨拿下多數，社會黨成為在野黨。1967年1月30日，布鲁诺·克赖斯基當選領袖。1970年3月國民議會選舉，社會黨成為最大黨，獲得奧地利自由黨的支持而組成少數派政府。1971年10月舉行提前選舉。此時的社會黨在議會拿下絕對多數，展開13年的社民黨執政時期，領導人克赖斯基也成為第二共和最重要的政治人物之一。
1974年7月，社會黨候選人魯道夫·基希施萊格當選總統。社會黨主導的每周工時40小時完成立法。
成功的經濟與中立地位而獲得的國際高知名度，讓克赖斯基與社民黨在1979年5月拿下另一次勝利，得票率達51%。然而在1983年，該黨未能維持絕對多數地位，克赖斯基下台而弗雷德·西諾瓦茨就任總理，並與自由黨組成聯合政府。西諾瓦茨在同年10月就任領袖。
西諾瓦茨試圖依靠自由黨中的自由派，但政治鬥爭和民族主義者約爾格·海德爾崛起使得這個執政聯盟宣告失敗。弗朗茨·弗朗尼茨基在1986年6月就任，終止執政聯盟並要求重新選舉。同年11月，社會黨再度成為最大黨並再次與人民黨組成直政聯盟。弗朗尼茨基在1988年5月被選為領袖。

### 與人民黨的第二次大聯合政府

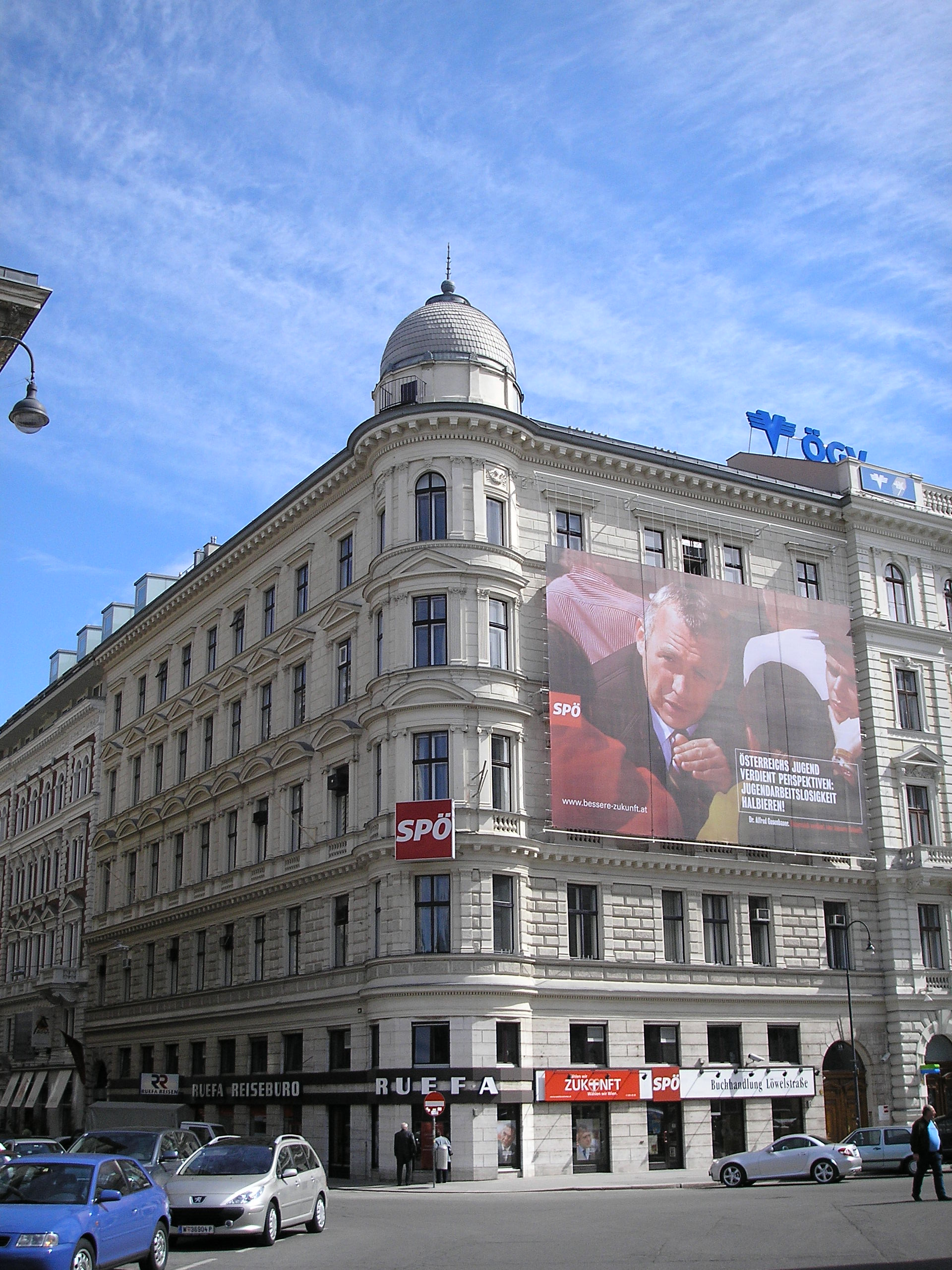
社民黨在維也納的總部

與人民黨的執政聯盟持續直到2000年為止。1990年7月，布魯諾·克赖斯基逝世。奧地利社會黨見證了冷戰結束與鐵幕落下等不斷變化的現實。同年10月，該黨維持第一大黨地位。1991年6月，該黨將黨名「奧地利社會黨」（Sozialistische Partei Österreichs）更名為「奧地利社會民主黨」（Sozialdemokratische Partei Österreichs），將重心從社會主義轉至重申其社會民主主義的承諾。
在性別平等議題上，該黨在1993年6月決議提出婦女保障名額，社民黨須有40%的候選人為女性。
總理弗朗尼茨基試圖修補奧地利因库尔特·瓦尔德海姆的爭議背景所受損的國際形象。他是第一位在國會演講中明確提到二戰中有罪的奧地利總理，在當時這個話題依然是個禁忌。他採取數個措施與受害者和解，並在1993年在高度關注下前往以色列進行國事訪問。社民黨也決議讓奧地利加入歐盟。1994年6月12日舉行的全國公投，加入歐盟支持率超過66%。奧地利在1995年1月1日正式加入歐盟。
雖然社民黨支持奧地利加入歐盟，該黨在1994年10月的選舉中表現不佳，但仍保住第一大黨地位。1995年選舉，該黨維持住第一大黨優勢。1997年，在位超過十年的總理弗朗尼茨基下台，前財政部長维克多·克利马在1月宣誓就職。1997年4月，他當選領袖。
1998年10月，黨大會決議修改黨章，重申社會民主主義、自由、平等、正義和團結等基本價值。但社民黨也承諾現代化，並願意承擔風險與迎接變革。一個新的、開放的黨章獲得通過。為了反映這次改革，該黨也推出新黨徽。

### 比例代表體制的困難
奧地利大聯合政府的困難是舊有的比例代表體制（Proporz）的延續，基本上所有的政治職位以及公務員、工會和經濟與國有企業職位都被兩大黨瓜分。這項制度在二戰後運作順利，也使奧地利奉行中立政策，但隨著冷戰結束與加入歐盟，人們的觀點和意見產生強烈的變化。由兩黨瓜分的比例代表體制被視為是過時甚至是不民主的。因為兩黨一直在議會取得絕對多數（超過八成議席），沒有有效的反對黨存在。大聯合政府的存在幾十年，在任何西方議會民主制國家都是非常罕見的。
隨著對於古老的體制感到失望的選民逐漸增加，由約爾格·海德爾領導的自由黨順應著這趨勢贏得選民支持。自由黨擁有右派的支持，但逐漸吸引厭惡大聯合政府及比例代表體制的保守派人民黨與傳統社民黨選民的注意。
1999年議會選舉，雖然社民黨失去選民支持，但仍是國會第一大黨，但極右派的自由黨以微小的差距擊敗人民黨成為第二大黨。雖然聯邦總統托馬斯·克萊斯蒂爾要求社民黨組成聯合政府，但未能獲得其他政黨支持。人民黨在副總理與外交部長沃爾夫岡·許塞爾領導下，與自由黨展開協商。2000年2月，許塞爾領導的右翼聯合政府成立。這引發了國外嚴重的抗議，導致歐盟展開國際制裁、以色列撤離大使以抗議極右派自由黨執政。這也是30年來社民黨第一次成為在野黨。

### 成為在野黨：2000－2007年

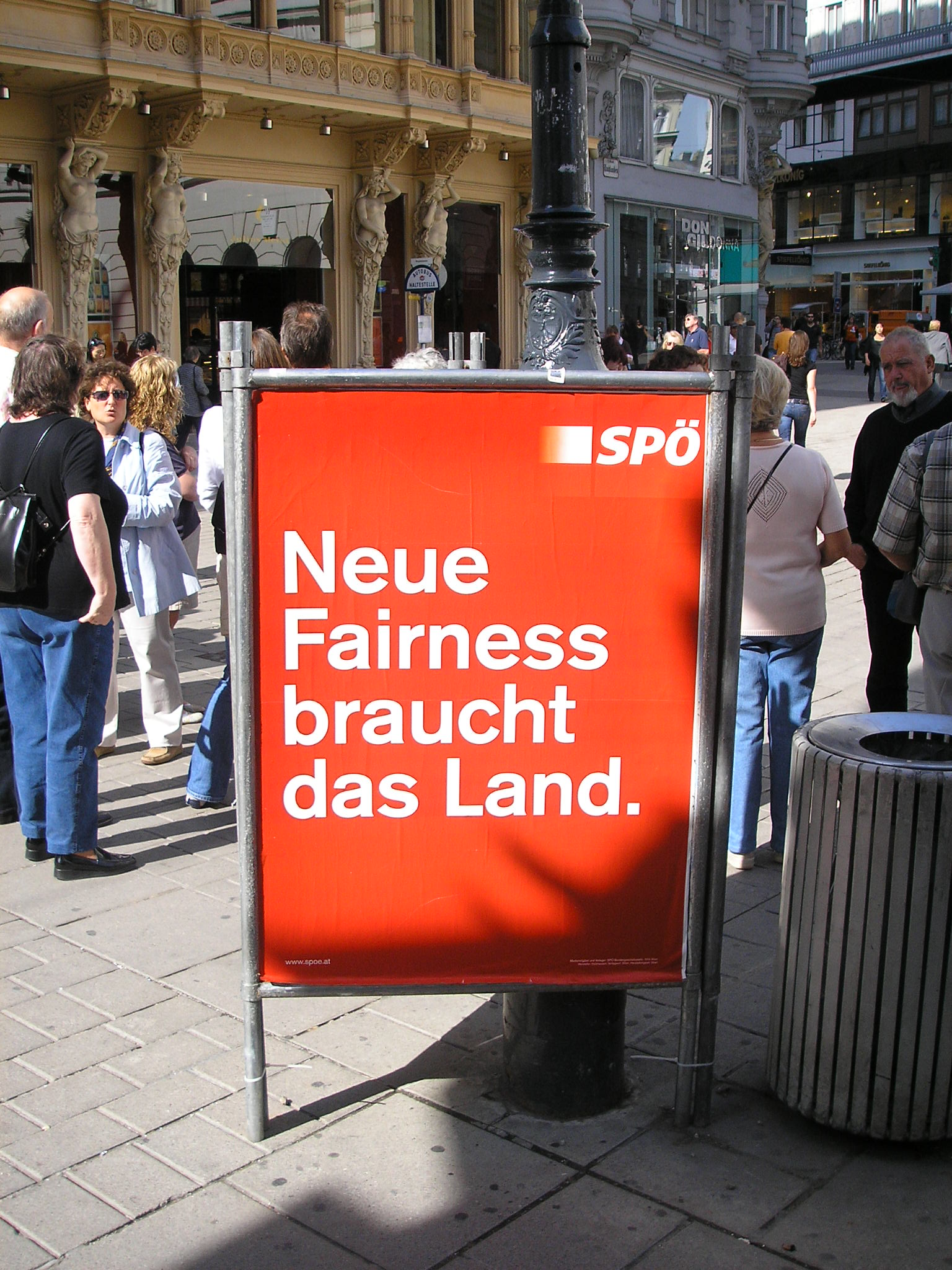
2006選舉的社民黨海報：「這個國家需要新的公正」

1999年大選失敗，使得黨內許多人士感到憤慨與被背叛。新領袖阿爾弗雷德·古森鮑爾開始在政治上、組織上與財政上進行政黨改造。2002年11月的提前選舉，社民黨敗給人民黨，失去第一大黨寶座。社民黨獲得36.5%的得票率，拿下69席。在聯邦議會則擁有23席。然而在州選舉上，社民黨再度獲得選民支持，甚至成功打入人民黨票倉。除了維也納與布根蘭等傳統票倉，社民黨意外的拿下施蒂利亞與薩爾斯堡邦，成為該州的執政黨。
社民黨候選人海因茨·菲舍爾擊敗人民黨籍候選人貝妮塔·費雷羅-瓦爾德納（Benita Ferrero-Waldner）贏得2004年總統選舉，因此形成總統與政府對立的局面。菲舍爾不斷發表與政府官方立場對立的聲明，如呼籲LGBT的平等及給予移民更好的待遇。

### 重掌政權：2007－2017年
2004年6月歐洲議會選舉，社民黨拿下33.5%的得票率，18席歐洲議員中獲得9席。2006年議會選舉，社民黨以68席擊敗人民黨的66席。在歷經長期的執政協商後，古森鮑爾領導的社民黨和人民黨聯合政府在2007年1月宣誓就職。
然而，由於奧地利的反移民及反歐盟的自由黨勢力上升，社民黨及人民黨的大聯合政府執政聯盟，在2008年及2013年的兩次大選皆創下歷來最低的得票率，兩黨合共僅維持議會多數，與過去差不多佔全部議席完全不能相比。

## 面對過去
關於社會黨人士在1938–1945納粹統治時期，該黨開放檔案，並設置委員會調查其過去行為。對於被奧地利法西斯宣布非法並囚禁的社會黨，許多黨員做出歡迎德奧合併，以及部分黨員加入納粹的事實不能被否認。古森鮑爾發表宣言承諾並支持充分和公開的調查：「清楚的過去–未來的基礎」（Klarheit in der Vergangenheit - Basis für die Zukunft）。2005年，完成並發表被稱為「褐斑」（braune Flecken）的報告。報告敘述在德奧合併後社民黨成員與領袖加入納粹。其中一個例子是贏得許多讚揚並加入戰後政府的社民黨政治家海因里希·格羅斯（Heinrich Gross）。儘管這是事實，就是他曾在維也納進行兒童人體試驗的安樂死病房擔任納粹醫師。這些被推論為精神缺陷的兒童遭到殺害，多數是透過致命注射。格羅斯可能親自參與了實驗。奧地利司法系統保護他很長一段時間，這在過去戰後時期是非常典型。他在社民黨內長期得到廣大的支持。
菲舍爾在與《旗帜报》（Der Standard）的訪談中改變了對過去的態度，強烈批評奧地利在納粹統治時期的歷史角色。他稱將奧地利視為納粹侵略第一個受害者的傳統觀點是錯誤的。流亡海外人士要求奧地利獨立的1943年莫斯科宣言是有問題的，因為該宣言指出戰爭不是任何奧地利人發動或想要的。宣言沒提到受害的奧地利猶太人也是事實，他們花了數十年接受政府的任何形式補償與正義是非常令人遺憾和不可原諒的。他的聲明遭到中間偏右的人民黨/自由黨聯合政府批評－他們在賠償受害者與承認所屬成員在二戰犯下罪行的腳步緩慢。

## 外部連結
- 官方網站（页面存档备份，存于）